# Badminton nos Jogos Pan-Americanos de 2019 - Duplas femininas
O evento duplas femininas do badminton nos Jogos Pan-Americanos de 2019 foi disputado no Complexo Polidesportivo 3, em Lima, no Peru. A prova foi realizada entre os dias 30 de julho e 2 de agosto. 

## Calendário
Horário local (UTC-5). 
| Data        | Horário | Fase             |
| ----------- | ------- | ---------------- |
| 30 de julho | 14:15   | Primeira rodada  |
| 31 de julho | 17:00   | Quartas de final |
| 1 de agosto | 17:00   | Semifinal        |
| 2 de agosto | 10:00   | Final            |

## Medalhistas
| Ouro   | CAN Rachel Honderich e Kristen Tsai                                |
| Prata  | USA Kuei-Ya Chen e Jamie Hsu                                       |
| Bronze | BRA Tamires Santos e Fabiana Silva BRA Jaqueline Lima e Samia Lima |

## Cabeças-de-chave
Os seguintes atletas foram às cabeças de chave. 
1. CAN Rachel Honderich / Kristen Tsai  (Campeãs)
2. PER Daniela Macias / Danica Nishimura (Quas de final)

## Resultados
A competição teve os seguintes resultados. 
| Primeira rodada | Primeira rodada                   | Primeira rodada | Primeira rodada | Primeira rodada |  |  | Quartas de final | Quartas de final                  | Quartas de final | Quartas de final | Quartas de final |  |  | Semifinal | Semifinal                  | Semifinal | Semifinal | Semifinal |  |  | Final | Final                      | Final | Final | Final |
|                 |                                   |                 |                 |                 |  |  |                  |                                   |                  |                  |                  |  |  |           |                            |           |           |           |  |  |       |                            |       |       |       |
|                 |                                   |                 |                 |                 |  |  |                  |                                   |                  |                  |                  |  |  |           |                            |           |           |           |  |  |       |                            |       |       |       |
|                 |                                   |                 |                 |                 |  |  | 1                | CAN R Honderich CAN K Tsai        | 21               | 21               |                  |  |  |           |                            |           |           |           |  |  |       |                            |       |       |       |
|                 | PER I L C Salazar PER P L T Regal | 21              | 21              |                 |  |  |                  | PER I L C Salazar PER P L T Regal | 3                | 3                |                  |  |  |           |                            |           |           |           |  |  |       |                            |       |       |       |
|                 | BAR S Scott BAR T Williams        | 12              | 12              |                 |  |  |                  |                                   |                  |                  |                  |  |  | 1         | CAN R Honderich CAN K Tsai | 21        | 21        |           |  |  |       |                            |       |       |       |
|                 |                                   |                 |                 |                 |  |  |                  |                                   |                  |                  |                  |  |  |           | BRA T Santos BRA F Silva   | 5         | 8         |           |  |  |       |                            |       |       |       |
|                 |                                   |                 |                 |                 |  |  |                  | CHI A Montre CHI C Naranjo        | 7                | 13               |                  |  |  |           |                            |           |           |           |  |  |       |                            |       |       |       |
|                 | GUA D C Soto GUA N A Sotomayor    | 21              | 20              | 16              |  |  |                  | BRA T Santos BRA F Silva          | 21               | 21               |                  |  |  |           |                            |           |           |           |  |  |       |                            |       |       |       |
|                 | BRA T Santos BRA F Silva          | 14              | 22              | 21              |  |  |                  |                                   |                  |                  |                  |  |  |           |                            |           |           |           |  |  | 1     | CAN R Honderich CAN K Tsai | 21    | 21    |       |
|                 | CUB T O Pupo CUB Y M O Rodriguez  | 21              | 21              |                 |  |  |                  |                                   |                  |                  |                  |  |  |           |                            |           |           |           |  |  |       | USA K-Y Chen USA J Hsu     | 10    | 9     |       |
|                 | JAM T Richardson JAM K Wynter     | 13              | 11              |                 |  |  |                  | CUB T O Pupo CUB Y M O Rodriguez  | 16               | 15               |                  |  |  |           |                            |           |           |           |  |  |       |                            |       |       |       |
|                 | MEX H Gaitan MEX A I V Mata       | 18              | 16              |                 |  |  |                  | USA K-Y Chen USA J Hsu            | 21               | 21               |                  |  |  |           |                            |           |           |           |  |  |       |                            |       |       |       |
|                 | USA K-Y Chen USA J Hsu            | 21              | 21              |                 |  |  |                  |                                   |                  |                  |                  |  |  |           | USA K-Y Chen USA J Hsu     | 17        | 21        | 21        |  |  |       |                            |       |       |       |
|                 | DOM N A Jimenez DOM B A P Munoz   | 13              | 23              | 18              |  |  |                  |                                   |                  |                  |                  |  |  |           | BRA J Lima BRA S Lima      | 21        | 12        | 18        |  |  |       |                            |       |       |       |
|                 | BRA J Lima BRA S Lima             | 21              | 21              | 21              |  |  |                  | BRA J Lima BRA S Lima             | 15               | 21               | 24               |  |  |           |                            |           |           |           |  |  |       |                            |       |       |       |
|                 |                                   |                 |                 |                 |  |  | 2                | PER D Macias PER D Nishimura      | 21               | 15               | 22               |  |  |           |                            |           |           |           |  |  |       |                            |       |       |       |
|                 |                                   |                 |                 |                 |  |  |                  |                                   |                  |                  |                  |  |  |           |                            |           |           |           |  |  |       |                            |       |       |       |